# Cobham (Kent)
Cobham es una parroquia civil situada en el distrito de Gravesham, Kent (Inglaterra). Según el censo de 2021, tiene una población de 1500 habitantes.

## Demografía
Según el censo de 2001, en ese momento la localidad tenía 1456 habitantes (46,36% varones, 53,64% mujeres) y una densidad de población de 111,91 hab/km². El 18,48% eran menores de 16 años, el 73,83% tenían entre 16 y 74 y el 7,69% eran mayores de 74. La media de edad era de 41,77 años. Del total de habitantes con 16 o más años, el 25,36% estaban solteros, el 61,58% casados y el 13,06% divorciados o viudos.
El 89,9% de los habitantes eran originarios del Reino Unido. El resto de países europeos englobaban al 2,89% de la población, mientras que el 7,22% había nacido en cualquier otro lugar. Según su grupo étnico, el 93,54% eran blancos, el 0,41% mestizos, el 1,79% asiáticos, el 2,13% negros, el 1,31% chinos y el 0,83% de cualquier otro. El cristianismo era profesado por el 77,88%, el budismo por el 0,41%, el hinduismo por el 0,27%, el judaísmo por el 0,34%, el islam por el 1,3%, el sijismo por el 0,76% y cualquier otra religión por el 0,62%. El 11,26% no eran religiosos y el 7,14% no marcaron ninguna opción en el censo.
620 habitantes eran económicamente activos, 601 de ellos (96,94%) empleados y 19 (3,06%) desempleados. Había 545 hogares con residentes, 18 vacíos y 7 eran alojamientos vacacionales o segundas residencias.